# Lijst van beelden in Almelo
Dit is een (onvolledige) chronologische lijst van beelden in Almelo. Onder een beeld wordt hier verstaan elk driedimensionaal kunstwerk in de openbare ruimte van de Nederlandse gemeente Almelo, waarbij beeld wordt gebruikt als verzamelbegrip voor sculpturen, standbeelden, installaties, gedenktekens en overige beeldhouwwerken.
| Geplaatst             | Omschrijving                            | Kunstenaar                       | Straat                                                       | Plaats      | Materiaal                  | Afbeelding                                                         |
| --------------------- | --------------------------------------- | -------------------------------- | ------------------------------------------------------------ | ----------- | -------------------------- | ------------------------------------------------------------------ |
| ca. 1902              | Sint Georgius                           |                                  | Boddenstraat, Sint-Georgiusbasiliek                          | Almelo      |                            |                                                                    |
| 1921                  | Pan                                     | Hildo Krop                       | Violierstraat                                                | Almelo      |                            |                                                                    |
| 1936                  | gedenkbank Egbert ten Cate (1863-1934)  | Gerard van Aalst (plaquette)     | Egbert ten Catelaan                                          | Almelo      |                            |                                                                    |
| 1951                  | Monument voor de gevallenen             | John Grosman (ontwerp: Jan Jans) | Weth. E. van Dronkelaarplein                                 | Almelo      |                            |                                                                    |
| 1951                  | Bevrijdingsmonument                     | Jo Baljet                        | Stadhuisplein                                                | Almelo      |                            |                                                                    |
| 1964/gestolen in 2011 | Zittend boertje                         | Hendrik Chabot                   | Grotestraat Zuid                                             | Almelo      | brons/foto in vitrine      |                                                                    |
| 1964                  | Het vertrek                             | Willem Heesen                    | Stationsplein (hal station aan de linkerzijde boven de trap) | Almelo      | glas in lood               |                                                                    |
| 1967                  | Paddenstoelenzoekster                   | Sjoukje Wiegersma                | Hofstraat                                                    | Almelo      | brons                      |                                                                    |
| 1968                  | zonder titel                            | Hans Petri                       | Burgemeester Raveslootsingel (bij belastingkantoor)          | Almelo      | beton                      | Werk van Hans Petri aan de Burgemeester Raveslootsingel in Almelo. |
| 1969                  | Cascade                                 | Jan van Eyl                      | Apollolaan                                                   | Almelo      | koper                      |                                                                    |
| 1972                  | Draaiende kinderen                      | Jan Kip                          | Cesar Franckstraat                                           | Almelo      | brons                      |                                                                    |
| 1975                  | Stoel                                   | Harry Bijen                      | Wierdensestraat                                              | Almelo      | polyester                  |                                                                    |
| 1975                  | Prometheus                              | Janny Brugman-de Vries           | Brugstraat (gevel brandweerkazerne)                          | Almelo      | Brons                      |                                                                    |
| 1977                  | Staande                                 | Eja Siepman van den Berg         | Egbert Gorterstraat                                          | Almelo      | brons                      |                                                                    |
| 1977                  | Jongen met gans                         | Willy Albers Pistorius           | Kerkstraat                                                   | Almelo      | brons                      |                                                                    |
| 1977                  | zonder titel                            | Ali Koubâa                       | Boddenstraat                                                 | Almelo      | rvs, polyester             |                                                                    |
| 1981                  | De ontvoering van Europa                | Hans Veneman                     | Oranjestraat / Molenstraat                                   | Almelo      | brons                      |                                                                    |
| 1981                  | Marskramer                              | Jits Bakker                      | Grotestraat-Noord                                            | Almelo      |                            |                                                                    |
| 1981                  | zonder titel                            | Sies Bleeker                     | Hagenstraat, parkeergarage                                   | Almelo      | beton, baksteen            |                                                                    |
| 1981                  | zonder titel (stenen cirkel)            | Paul Panhuysen                   | Stadspark Schelfhorst                                        | Almelo      | beton                      |                                                                    |
| 1981                  | zonder titel                            | Maria Rault en Hans Vijgen       | De Hoven                                                     | Almelo      | keramiek                   |                                                                    |
| 1983                  | Handen                                  | Jan Gierveld                     | Haven Noordzijde                                             | Almelo      | brons                      |                                                                    |
| 1984                  | Over de ruggen van – De vier generaties | Jan Kip                          | Marktplein                                                   | Almelo      | brons                      |                                                                    |
| 1988                  | 20 stalen vierhoekige pilonen           | Bert Meinen                      | Scholengemeenschap St.-Canisius (achterzijde), Slot          | Almelo      | staal                      |                                                                    |
| 1990                  | zonder titel                            | Ellen Faber                      | De Jachtvalk                                                 | Almelo      | gelakt staal               |                                                                    |
| 1991                  | 1,2,3 / Quicksand                       | Frank Sciarone                   | Hagenpark                                                    | Almelo      | baksteen en rvs            |                                                                    |
| 1991                  | Zonder titel                            | Rino Perdon                      | Elisabethhof                                                 | Almelo      | staal, rvs, marmer         |                                                                    |
| 1992                  | zonder titel                            | Marius Quee                      | Weezebeeksingel, ziekenhuis Twenteborg                       | Almelo      | gelakt metaal              |                                                                    |
| 1992                  | Fra cielo e terra                       | Marinus Boezem                   | Weezebeeksingel, ziekenhuis Twenteborg                       | Almelo      | terra cotta                |                                                                    |
| 1993                  | Galopperende ruiters                    | Frank Letterie                   | De Werf                                                      | Almelo      |                            |                                                                    |
| 1994                  | Idolen                                  | Bert Nijenhuis                   | Acaciaplein                                                  | Almelo      | brons                      |                                                                    |
| 1995                  | zonder titel                            | Sigurður Guðmundsson             | Egbert Gorterstraat (rechtbank)                              | Almelo      | graniet                    |                                                                    |
| 1995                  | Museum voor één beeld                   | Pjotr Müller                     | Egbert Gorterstraat (rechtbank)                              | Almelo      | beton, gietijzer           |                                                                    |
| 1995                  | Mystery zone                            | Joost van den Toorn              | Egbert Gorterstraat (rechtbank)                              | Almelo      | brons                      |                                                                    |
| 1995                  | Ik                                      | Jan van Munster                  | Egbert Gorterstraat (rechtbank)                              | Almelo      | marmer, graniet            |                                                                    |
| 1995                  | Blow up cube 1 of Kubus                 | Dré Wapenaar                     | Egbert Gorterstraat (rechtbank)                              | Almelo      |                            |                                                                    |
| 1995                  | Monument voor de daklozen               | Marinus Boezem                   | Egbert Gorterstraat (rechtbank)                              | Almelo      | brons, baksteen            |                                                                    |
| 1995                  | zonder titel                            | Else van der Burgt               | Rohofstraat (Cogas)                                          | Almelo      | rubber, glas, kunsthars    |                                                                    |
| 1996                  | Koperen Ko                              | Marja van Elsberg                | Werfstraat                                                   | Almelo      | cortenstaal & koper        |                                                                    |
| 1996                  | Beeldlijn                               | Bill Spinhoven                   | Het Baken (bibliotheek)                                      | Almelo      | aluminium, electronica     |                                                                    |
| 1997                  | Wereld op een schoteltje                | Peer Veneman                     | Windmolenbroeksweg                                           | Almelo      | beton, brons               |                                                                    |
| 1997                  | Monumentaal hekwerk                     | Wim Korvinus                     | Sluiskade Noordzijde                                         | Almelo      | staal                      |                                                                    |
| 1998                  | Heel eventjes maar                      | Korrie Besems                    | Rosa Luxemburgstraat                                         | Almelo      | kunststof, aluminium, neon |                                                                    |
| 2010                  | De Barmhartige Samaritaan               | Jan Gierveld                     | Hagenborgh, eerder aan de Henri Dunantstraat                 | Almelo      | brons                      |                                                                    |
| 2011                  | Twee handen                             | Jan Jacobs Mulder                | Zilvermeeuw (voor de ingang ziekenhuis )                     | Almelo      | Roestvast staal            |                                                                    |
| 2016                  | "De doorbraak"                          | Rinus Roelofs                    | Wolbes landen 5                                              | Bornerbroek |                            |                                                                    |
| jaartal onbekend      | Atomium                                 | Janny Brugman-de Vries           | Rietstraat                                                   | Almelo      | brons?                     |                                                                    |
| jaartal onbekend      | Toekomst en wording                     | onbekend                         | Wierdensestraat                                              | Almelo      | gietsteen                  |                                                                    |